# Gasthaus Schleuse 1

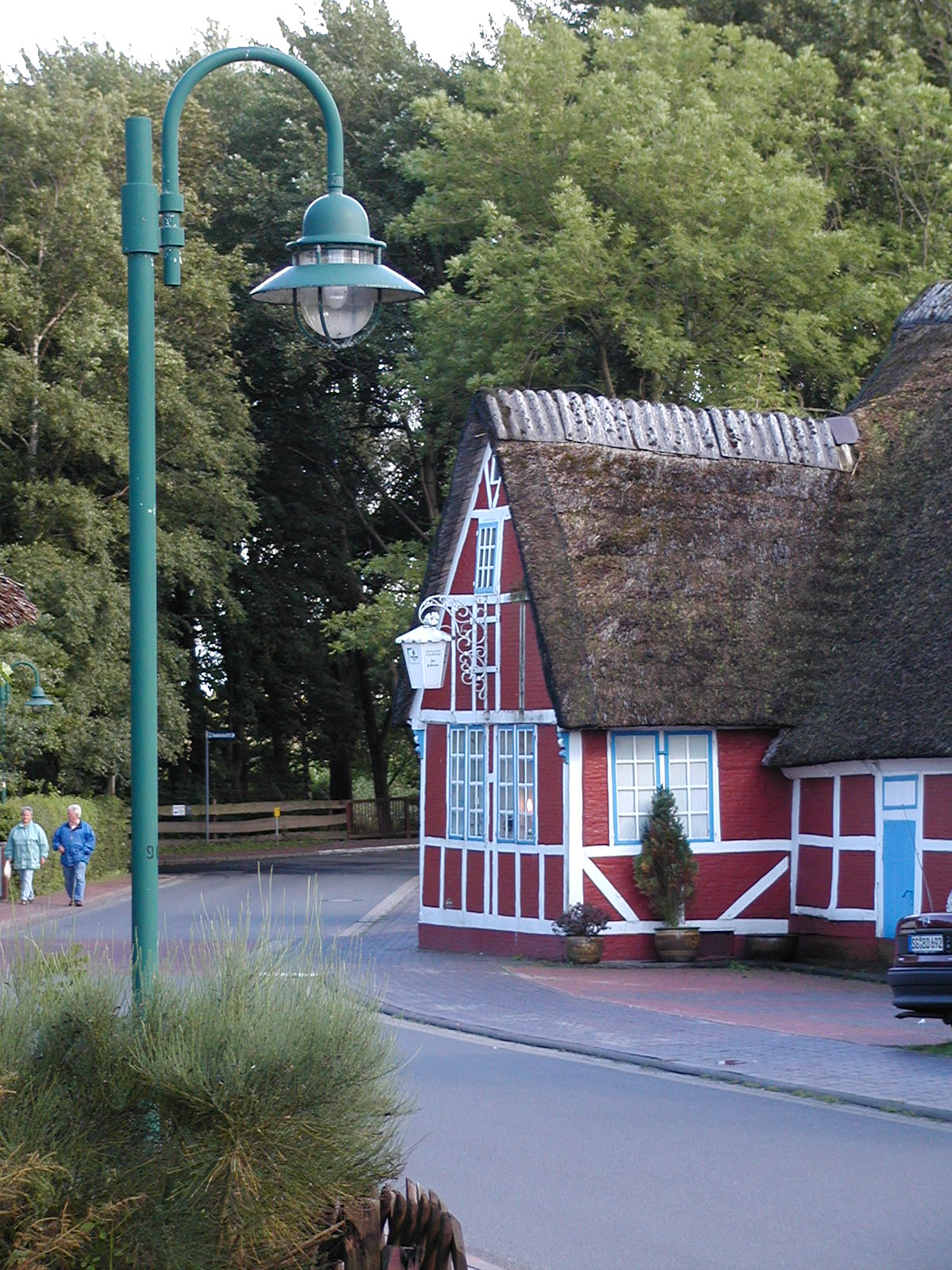
Gasthaus von Nordwesten (2005)

Das Gasthaus Schleuse 1, direkt am Deich, in der niedersächsischen Samtgemeinde Land Hadeln, Gemeinde Otterndorf im Landkreis Cuxhaven, stammt aus dem 18. Jahrhundert. Aktuell (2024) wird es als Ferienwohnhaus und Gasthaus genutzt.
Das Gebäude steht unter Denkmalschutz (siehe auch Liste der Baudenkmale in Otterndorf).

## Geschichte und Beschreibung
Das eingeschossige zum Deich traufständige Gebäude in Fachwerk mit Steinausfachungen und reetgedecktem Satteldach wurde im 18. Jahrhundert gebaut. Auf profilierten Knaggen ragt der reich geschmückte barocke Ostgiebel vor. Die außermittige Tür stammt aus der Bauzeit. Um 1850 erfolgte nördlich im Winkel ein Fachwerkanbau mit etwas niedrigerem First.